# میکل پرشبرانت
میکل پرشبرانت (سوئدی: Mikael Persbrandt؛ زادهٔ ۲۵ سپتامبر ۱۹۶۳) یک هنرپیشه اهل سوئد است.
از فیلم‌ها یا برنامه‌های تلویزیونی که وی در آن نقش داشته‌است می‌توان به هابیت: برهوت اسماگ، هابیت: نبرد پنج سپاه، در یک دنیای بهتر، لحظه‌های به یادماندنی، آسیابک، هیپنوتیزم، رستگاری، دزدها و بک – فریاد خاموش اشاره کرد.